# آيت موسى (اقبلين)
آيت موسى هو دُوَّار يقع بجماعة إذا وعزا، إقليم الصويرة، جهة مراكش آسفي في المملكة المغربية. ينتمي الدوّار لمشيخة اقبلين التي تضم 3 دواوير. يقدر عدد سكانه بـ 747 نسمة حسب الإحصاء الرسمي للسكان والسكنى لسنة 2004.

## وصلات خارجية
- البوابة الوطنية للجماعات الترابية
- المندوبية السامية للتخطيط